# Desastre aéreo de Agadir
O desastre aéreo de Agadir foi um grave acidente aéreo envolvendo um Boeing 707, que, em 3 de agosto de 1975, colidiu com uma montanha ao aproximar-se do Aeroporto Agadir Inezgane, em Marrocos. Com o violento impacto da aeronave com a montanha, todos os 188 passageiros e tripulantes a bordo morreram. É o desastre aéreo mais mortal envolvendo uma aeronave Boeing 707, bem como o mais mortal em Marrocos.
Foi o acidente aéreo com mais mortes em 1975.

## Voo
O 707, de propriedade da Alia, havia sido fretado pela empresa aérea nacional marroquina, Royal Air Maroc, que transportou 181 trabalhadores marroquinos e suas famílias da França para as férias de verão. Havia uma forte neblina na área e o avião voava para o nordeste sobre a Cordilheira do Atlas. Enquanto o 707 descia de 8 000 pés (2 440 metros), aproximando-se da pista 29, a ponta da asa direita e o motor nº 4 (externo-direito) atingiram o pico a 2 400 pés (732 metros) de altitude. Parte da banda se separou. O controle foi perdido e o avião caiu em um barranco.
As equipes de resgate encontraram restos em uma vasta área. A destruição foi tão completa que não há nada maior do que 10 pés quadrados (0,929 metros quadrados) de tamanho.
A causa do acidente foi determinada como um erro do piloto em não garantir uma orientação de rumo positiva antes de iniciar a descida.